# Kreis (Königreich Bayern)
Die Historischen Kreise im Königreich Bayern waren Verwaltungseinheiten, die 1808 im Rahmen einer grundlegenden Neuorganisation des Königreichs Bayern geschaffen wurden. Deren Zahl und geografische Ausdehnung wurden in der Folgezeit mehrfach verändert. Die Bezeichnung Kreis wurde noch bis 1935 auch im Freistaat Bayern verwendet. Sie ist eine im Alltagsgebrauch nicht mehr verwendete Bezeichnung für die heutigen Bezirke, obgleich in der Verfassung des Freistaates Bayern von 1946 – der ursprünglichen Tradition geschuldet – noch von Kreisen die Rede ist.

## Geschichte
Im Jahr 1808 wurde die Verwaltung Bayerns grundlegend neu geordnet. Diese Verwaltungsreform ging auf die Vorstellungen von Maximilian von Montgelas zurück, der damals der leitende Minister des Königreichs war. Die Verwaltungsreform umfasste die bisherigen Zentralinstanzen ebenso wie die mittlere und die untere Verwaltungsebene. Auf der mittleren Verwaltungsebene kam es dabei zu einem radikalen Bruch mit den historisch gewachsenen Territorialeinheiten, wie beispielsweise dem Herzogtum Pfalz-Neuburg oder der Gefürsteten Grafschaft Tirol. Die vormaligen Einheiten wurden dabei ohne Ausnahme aufgelöst und alle regionalen Privilegien aufgehoben, wie etwa das Landlibell, durch das die Bevölkerung Tirols von der Wehrpflicht befreit gewesen war. Anstatt der bisherigen Gebiets- und Verwaltungseinheiten wurden nun fünfzehn administrative Kreise geschaffen, deren räumlicher Zuschnitt ausschließlich nach statistischen Gegebenheiten und Gesichtspunkten erfolgte und die nach Flüssen benannt waren und deshalb auch als Flusskreise bezeichnet wurden. Dies geschah nach dem Vorbild der französischen Départements und wurde durch eine Verordnung zur Territorial-Einteilung des Königreichs Bayern vom 21. Juni 1808 bestimmt. Die Zahl der Kreise und teilweise auch deren Umfang änderten sich infolge territorialer Umwälzungen und mehrere Gebietstauschaktionen noch einige Male, 1810 waren es noch neun und 1817 schließlich nur noch acht Kreise.

### Die Kreise von 1808 („Flusskreise“)

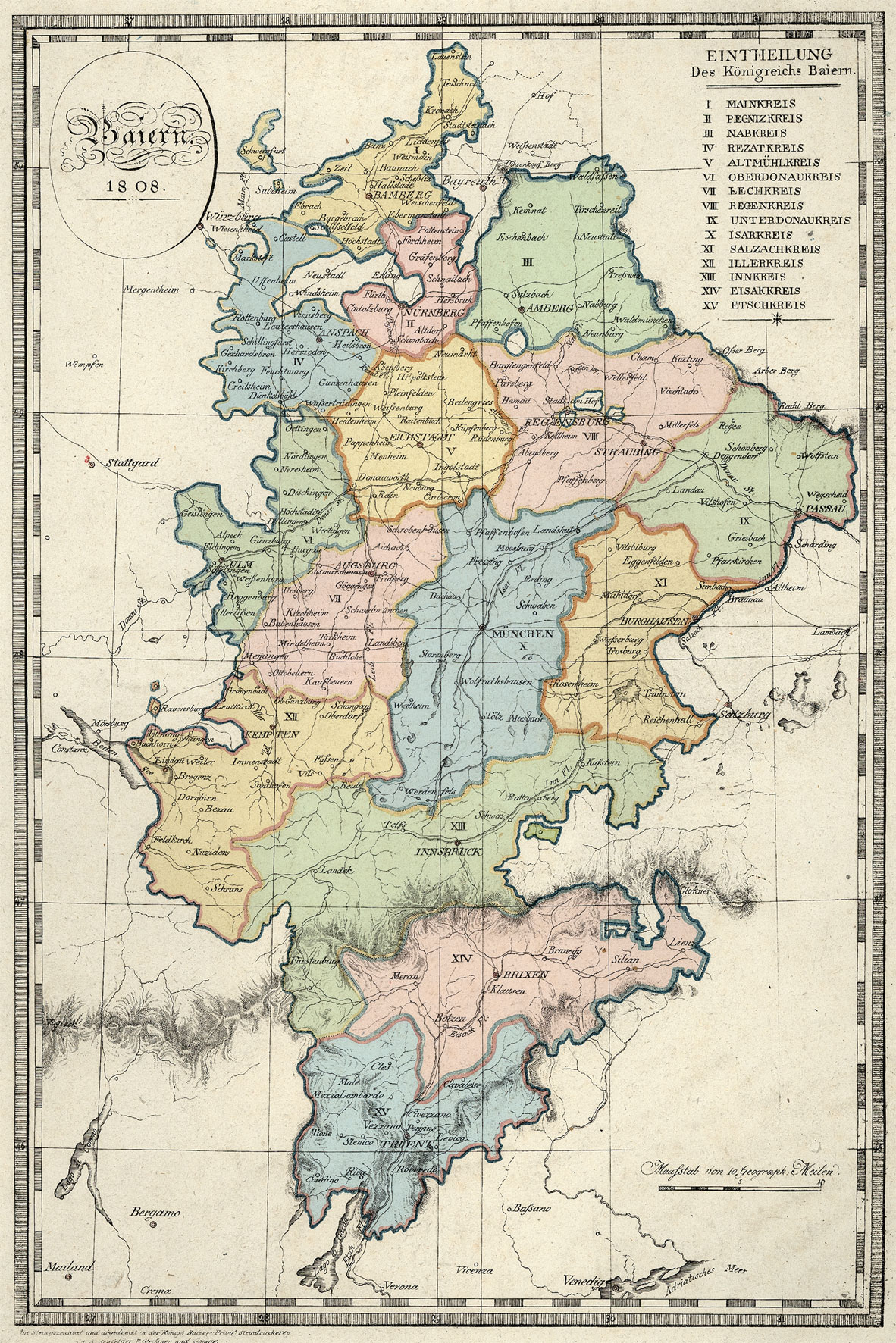
Verwaltungsgliederung des Königreichs Bayern im Jahr 1808

Die im Jahr 1808 geschaffenen Kreise waren:
1. Mainkreis mit Bamberg
2. Pegnitzkreis mit Nürnberg
3. Nabkreis mit Amberg
4. Rezatkreis mit Ansbach
5. Altmühlkreis mit Eichstätt
6. Oberdonaukreis mit Ulm
7. Lechkreis mit Augsburg
8. Regenkreis mit Regensburg und Straubing
9. Unterdonaukreis mit Passau
10. Isarkreis mit München
11. Salzachkreis mit Burghausen
12. Illerkreis mit Kempten
13. Innkreis mit Innsbruck
14. Eisackkreis mit Brixen und Bozen
15. Etschkreis mit Trient

Durch die Teilnahme am Fünften Koalitionskrieg und dem darauf folgenden Frieden von Schönbrunn konnte das Königreich Bayern seinen territorialen Besitzstand nochmals vergrößern und arrondieren. Allerdings musste es auch einige Gebiete wieder abtreten, darunter vor allem den südlichsten Teil Tirols bis nördlich von Bozen. Infolge dieser Änderungen bestanden ab 1810 noch neun Kreise:
| - Illerkreis - Innkreis - Isarkreis | - Mainkreis - Oberdonaukreis - Regenkreis | - Rezatkreis - Salzachkreis - Unterdonaukreis |

### Die Kreise ab 1817
Nach dem Wiener Kongress und der damit verbundenen Rückgabe großer Gebietsteile an das Kaisertum Österreich gab es schließlich noch acht Kreise. 1837 ließ der romantisch bewegte König Ludwig I. das französische Benennungssystem der bayerischen Kreise nach Flussnamen durch historisierende Bezeichnungen ersetzen, die die Geschichte der bayerischen Landesteile widerspiegeln sollten:
1. Isarkreis, ab 1838 Oberbayern: Der 1808 gebildete Isarkreis mit der Hauptstadt München wurde 1817 vergrößert, gab aber auch einige Landgerichte an den Oberdonaukreis ab. 1838 wurde der Kreis erneut um einige Landgerichte vergrößert, verlor aber Landshut an Niederbayern, dessen historische Hauptstadt es auch war.
2. Oberdonaukreis, ab 1838 Schwaben und Neuburg: Der 1808 errichtete Oberdonaukreis mit der Hauptstadt Ulm, ab 1810 Eichstätt und ab 1817 Augsburg, wurde 1817 vergrößert und erhielt 1838 die Bezeichnung Schwaben und Neuburg.
3. Obermainkreis, ab 1838 Oberfranken: Der 1808 als Mainkreis mit der Hauptstadt Bamberg (ab 1812 Bayreuth) errichtete Kreis wurde 1817 in Obermainkreis umbenannt und etwas vergrößert. Gleichzeitig wurde der neue Untermainkreis errichtet.
4. Regenkreis, ab 1838 Oberpfalz und Regensburg: Der 1808 errichtete Regenkreis mit der Hauptstadt Straubing, ab 1810 Regensburg, wurde 1817 vergrößert, trat aber auch etliche Landgerichte mit der ehemaligen Hauptstadt Straubing an den Unterdonaukreis ab. 1838 erhielt er die Bezeichnung Oberpfalz und Regensburg.
5. Rezatkreis, ab 1838 Mittelfranken: Der 1808 errichtete Rezatkreis mit der Hauptstadt Ansbach wurde 1817 erheblich vergrößert. Er gab jedoch auch einige Landgerichte an den Obermainkreis ab.
6. Rheinkreis, ab 1838 Pfalz: Im 1816 errichteten Rheinkreis mit der Hauptstadt Speyer wurden 1818 zwölf als „Landkommissariate“ bezeichnete Verwaltungsbezirke geschaffen. Die Bezeichnung Landrat(h) wurde bereits 1816 eingeführt. Kreisunmittelbare Städte wurden hier erst 1910 (Landau in der Pfalz) und 1920 errichtet. 1825 trat Bayern Nieder- und Obersteinbach an Frankreich ab.
7. Unterdonaukreis, ab 1838 Niederbayern: Der 1808 errichtete Unterdonaukreis mit der Hauptstadt Passau wurde 1817 erheblich vergrößert, er gab jedoch auch Landgerichte an andere Kreise ab. 1838 wurde der Kreissitz von Passau nach Landshut verlegt.
8. Untermainkreis, ab 1838 Unterfranken und Aschaffenburg: Der Untermainkreis wurde erst 1817 errichtet, nachdem das Großherzogtum Würzburg, das Fürstentum Aschaffenburg und einige andere Gebiete an Bayern gefallen waren. Seine Hauptstadt wurde Würzburg. Einige der Landgerichte waren bereits 1814 bzw. 1816 errichtet worden.

### Änderungen ab 1852
Von 1852 bis 1919 gab es in Bayern acht Kreisgemeinden mit dem Landrat als gewähltem Selbstverwaltungsorgan (nicht zu verwechseln mit dem späteren gleichnamigen Leiter der Landkreisverwaltung, vgl. Landrat). Der von 1828 an bestehende Landrat wurde aus gewählten und ernannten Grundbesitzern und Gewerbetreibenden zusammengesetzt und war nur beratend tätig. Die Kreise blieben auch nach der Entstehung des Freistaats Bayern grundsätzlich bestehen. Von 1919 bis 1935 diente dabei der Kreistag als gewähltes politisches Vertretungsgremium. Zum 1. April 1932 wurden die Kreise Niederbayern und Oberpfalz und Regensburg im Rahmen eines Programms zur Staatsvereinfachung zum Kreis Niederbayern und Oberpfalz mit dem Sitz in Regensburg zusammengelegt.
Von 1935 bis 1945 lauteten die Bezeichnungen für die Kreise und Kreistage Bezirksverband und Bezirksverbandstag. Endgültig unübersichtlich wurde es, als Ende November 1938 die bayerischen Bezirksämter (nach heutiger Lesart also die Landkreise) nach § 1 Abs. 3 der Dritten Verordnung über den Neuaufbau des Reichs (RGBl. I S. 1675) mit Wirkung vom 1. Januar 1939 die einheitliche Bezeichnung „Landkreis“ erhielten.

## Verwendung des Begriffes Bezirke ab 1946
Die seit 1946 verwendete Benennung für die dritte politische Ebene ist die heutzutage uneingeschränkt eingebürgerte Bezeichnung Bezirk bzw. Regierungsbezirk, obwohl in der Verfassung des Freistaates Bayern von 1946 – der ursprünglichen Tradition geschuldet – noch von Kreisen die Rede ist. Alle bayerischen Gesetze und Verordnungen nach 1946 sprechen von Bezirken statt von Kreisen. Der Begriff Kreis wird heute in der Regel, wie überall sonst in Deutschland, auf die Landkreise bezogen.